# Wilhelm Jerusalem
Wilhelm Jerusalem (11. října 1854, Dřenice – 15. července 1923, Vídeň) byl rakouský pedagog, sociolog a filozof, představitel pozitivismu.

## Život
Wilhelm Jerusalem vystudoval klasickou filologii na německé Karlově univerzitě v Praze (1872–76), kde se mj. potkal s Ernstem Machem, jehož pozitivismus ho velmi ovlivnil. Od roku 1885 vyučoval na gymnáziu v Mikulově. Potom odešel do Vídně, kde zprvu učil rovněž na gymnáziu, po habilitaci v roce 1891 pak na Vídeňské univerzitě. Roku 1920 zde byl jmenován profesorem filozofie a pedagogiky. K jeho studentům patřili budoucí rakouský prezident Karl Renner, skladatel Viktor Ullmann, nebo básník Anton Wildgans.
Krom Macha ho ovlivnil nejvíce pozitivismus Herberta Spencera a pragmatismus Williama Jamese. Naopak útočil na novokantovství, Brentana či Husserla. Žádal filozofii silně ovlivněnou vědou, zejména biologií, a oproštěnou od citů. Úsilí o poznání mu bylo výrazem biologické touhy člověka po sebezáchově. Své filozofické stanovisko vyložil zejména v závěru Einleitung in die Philosophie.